# 手回しオルガン

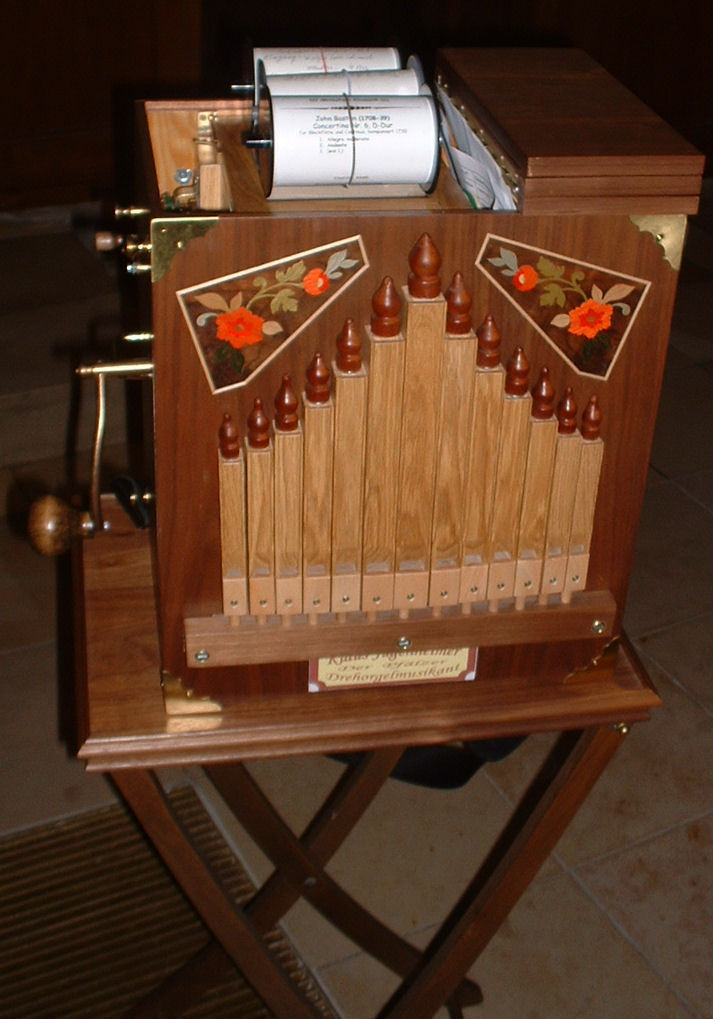
手回しオルガンの一例

手回しオルガン (英語: barrel organ) は、鍵盤楽器の一種。英語ではストリートオルガン (street organ) とも呼ばれる。手で回して演奏することにより、オルゴールのようにあらかじめ用意された旋律を奏でることが可能な自動演奏オルガンである。

## 概要
発音機構としては木管楽器で、リードはパイプオルガンのような長い笛を用いるエアーリードのものと、アコーディオンのような小さい物理的なリードを用いるものがある。「ストリートオルガン」の別名のとおり、大道芸などで使うのに適するよう比較的小さめのものが多く、首や肩からベルトで吊るせる程度の大きさの箱に収まっているものもある。日本では各地のオルゴール博物館などに展示されていることも多い。
自動演奏楽器としての仕組みは、大きく分けて二通りある。
ひとつは「バレルオルガン」と呼ばれるもの。ピンの出た円筒に接続されたハンドルを手で回し、円筒に隣接した鍵盤をピンで押さえる仕組みの自動オルガン。古い時代からある型で、円筒は取り外しできず楽曲の入れ替えが不可能なものが多い。
もうひとつは、紙製の巻物状のロールまたは折り畳んで冊子状にしたブックと呼ばれる楽譜を用いるもの。ロールまたはブックを取り替えることで、演奏中に楽曲を容易に変更できる。現在製作されているものの多くはこのタイプである。ロールタイプでは数曲をまとめて1ロールにしていることが多く、そのロール内での曲順は演奏時ではなくロールが作られた段階で決まる。
近年ではジェルジュ・リゲティが、自動化されたこの楽器のために作品を編曲している。

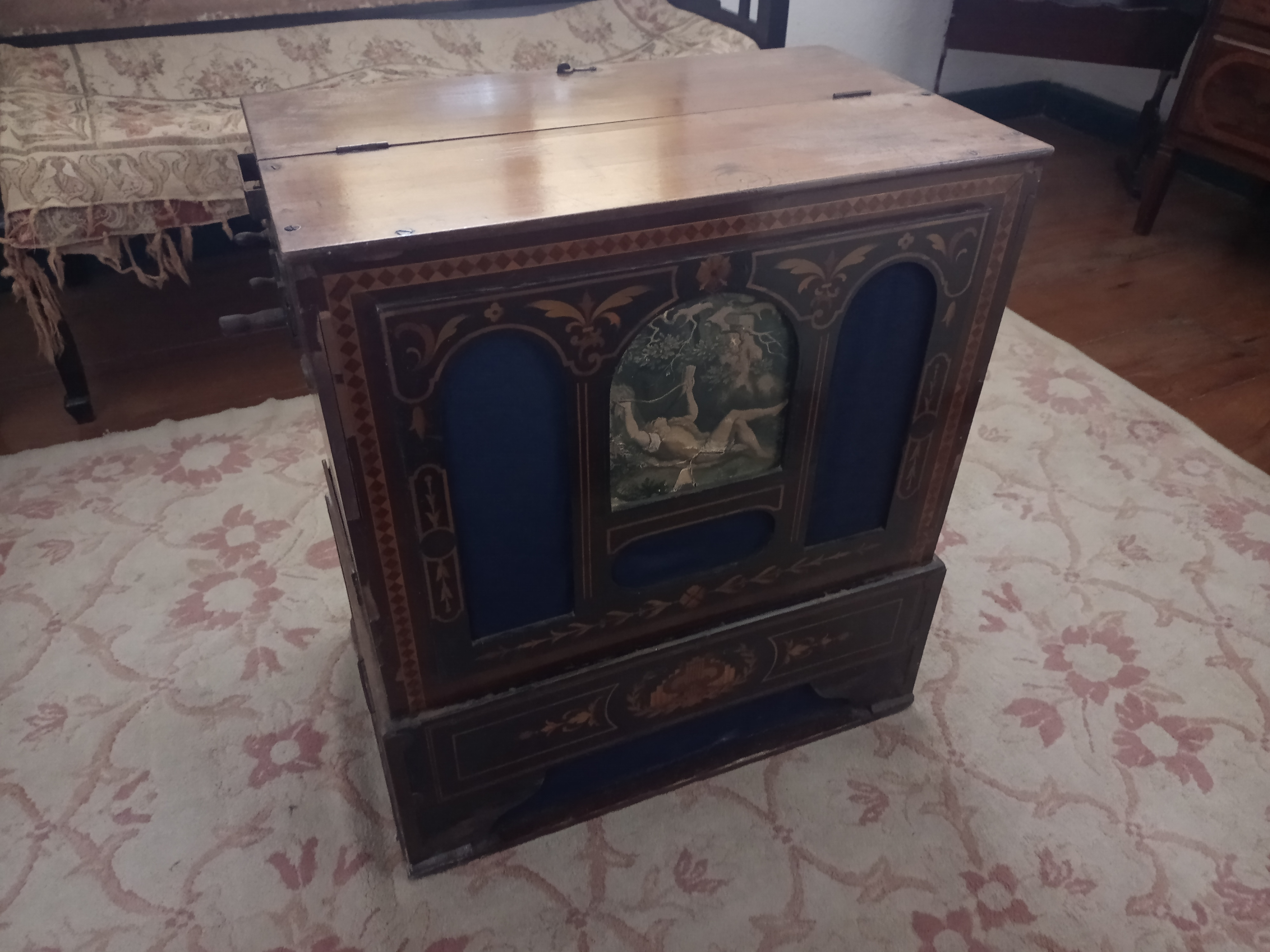
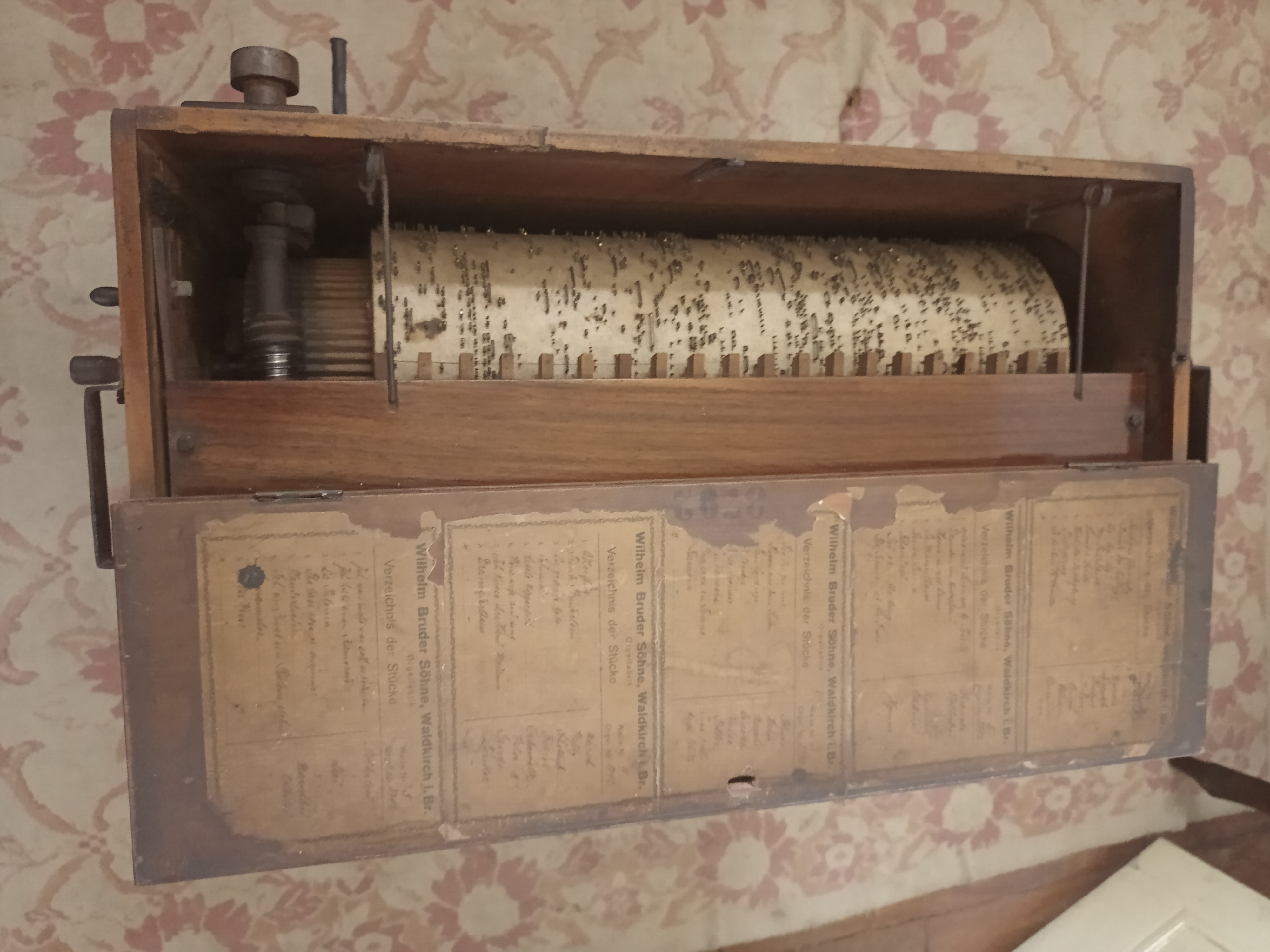
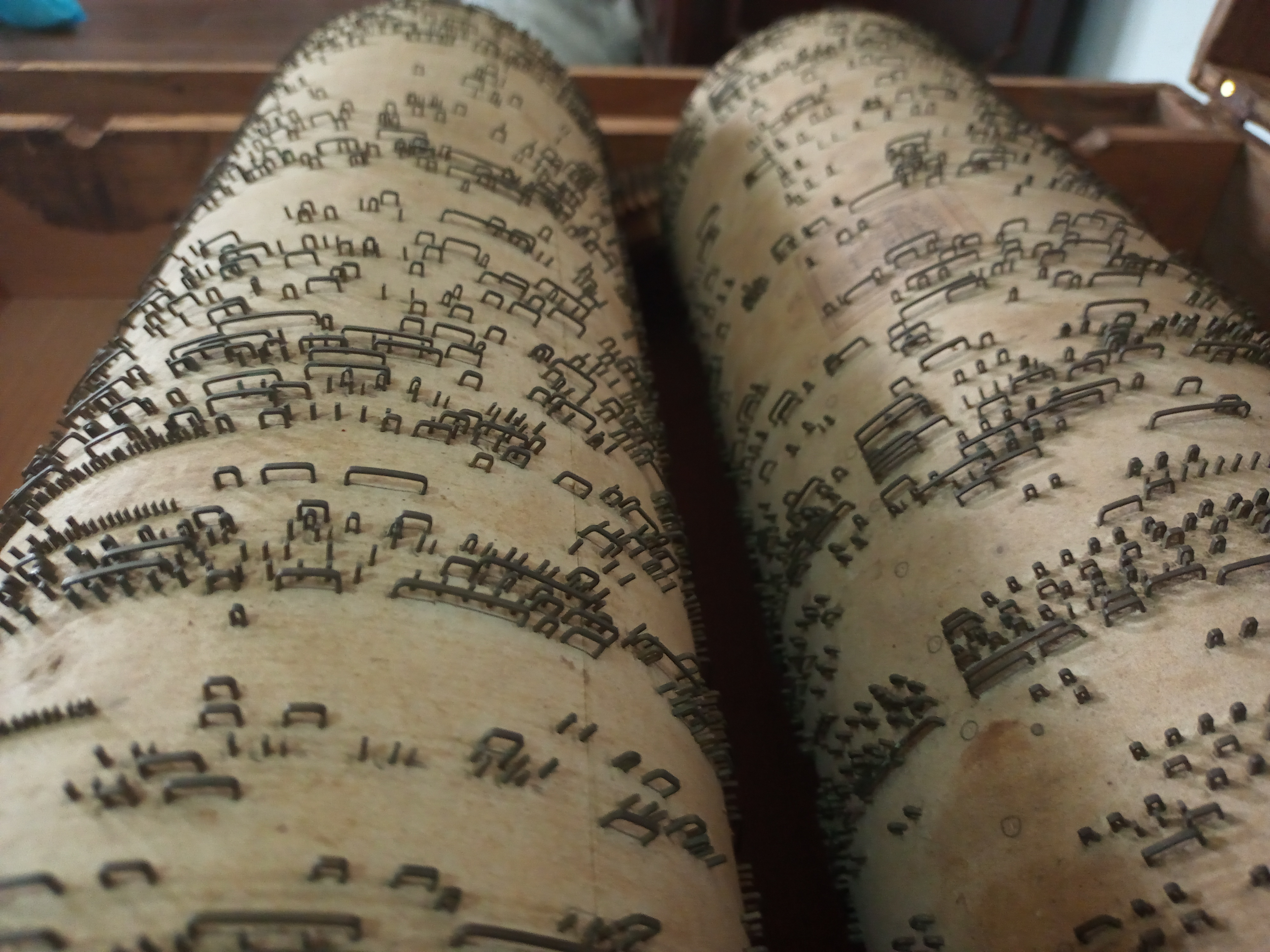
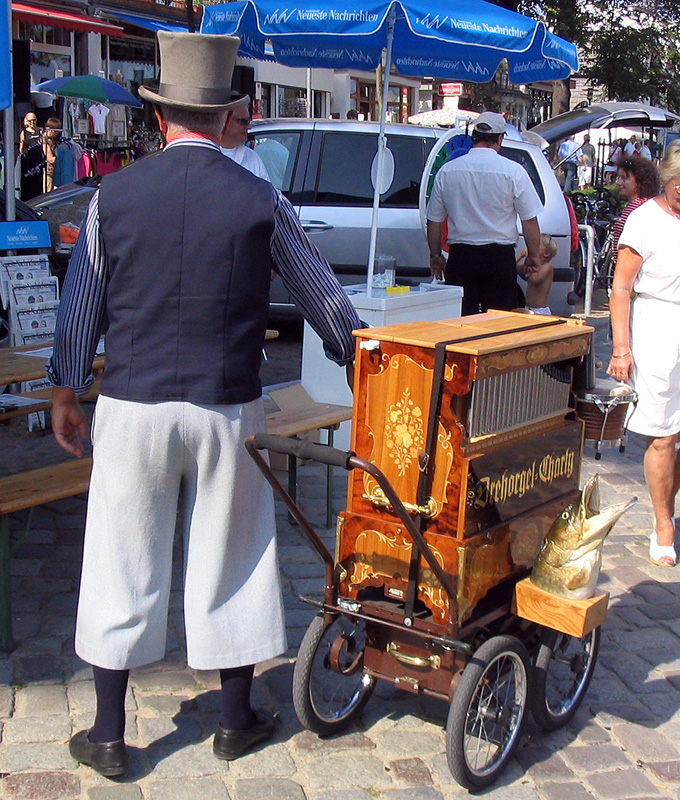